# Клуб самогубців, або Пригоди титулованої особи
«Клуб самогубців, або Пригоди титулованої особи» — радянський пригодницький трисерійний телефільм 1979 року за мотивами двох циклів повістей Р. Л. Стівенсона «Клуб самогубців» і «Діамант Раджі». На телеекрани фільм вийшов в січні 1981 року (хоча повністю готовий був у 1979 році), під назвою «Пригоди принца Флорізеля». Оригінальна назва і оригінальні титри, що відкривають кожну серію фільму, були повернуті у 1990-х роках.

## Сюжет
В пошуках пригод принц Бакардії Флорізель гуляє по Лондону в одязі простого городянина разом зі своїм другом, полковником Джеральдіном. Вночі на набережній вони зустрічають молодого чоловіка з каменем на шиї, який готується вчинити самогубство. Він виявляється зневіреним в житті художником, якому не вистачає грошей на вступ в таємничий «Клуб самогубців», там всього за 40 фунтів кожен чоловік може померти «як джентльмен». Чергова «жертва» і «виконавець» вибираються випадковим чином з членів клубу. Завідує усім загадковий «Голова».
Флорізель вирішує увійти в клуб і на другому засіданні клубу, витягнувши туза пік, опиняється в положенні жертви. Джеральдін не допускає виконання вироку, і незабаром всі члени клубу постають перед судом принца. Проте, розправитися з Головою або передати його органам правосуддя Флорізель не може — його пов'язують зобов'язання, дані при вступі в клуб. Тоді він вирішує відправити Голову в подорож разом з братом Джеральдіна. Можливо, в довгому шляху Голова дасть привід викликати його на дуель, і тільки так можна буде звести з ним рахунки. В ході подорожі по Європі Голові вдається втекти, убивши перед цим двох слуг принца, а також Джеральдіна-молодшого.
Одночасно розгортаються події у зв'язку з крадіжкою знаменитого алмазу Раджі з колекції генерала Венделера. За дорогоцінним каменем полює Голова, в той час як Флорізель намагається відшукати сліди злочинця, використовуючи алмаз як «приманку» (алмаз, в результаті серії неймовірних випадковостей, потрапляє в руки молодого священика Саймона Роллза). Для пошуку злочинця принц також звертається за допомогою ватажків злочинного світу Європи і знаходить дочку Голови та його сина — ковбоя Френка Скрімджера. Зрештою Флорізель виходить на слід свого супротивника, завдяки давній пасії Голови Жаннетт, яка, після деяких вмовлянь і своїх власних роздумів, погоджується допомогти. Принц викликає злочинця на дуель і вбиває. Знайдений алмаз, який став причиною багатьох смертей, Його Високість викидає в Темзу, щоб він більше не був спокусою для мисливців за наживою. Принц і полковник Джеральдін повертаються в свою резиденцію — так закінчується ця довга пригода, хоча Флорізелю кортить знову вирушити в дорогу…

## У ролях
- Олег Даль —  Принц Флорізель, наслідний принц Бакардії
- Донатас Баніоніс —  Голова, він же Нік Ніколс, він же «Клітчастий» (озвучив Олександр Дем'яненко)
- Ігор Дмитрієв — полковник Джеральдін, а також закадровий текст
- Любов Поліщук —  Жаннетт
- Віталій Ільїн —  Марк
- Ігор Янковський —  Джеральдін-молодший
- Асхаб Абакаров —  Перкінс  (озвучив В'ячеслав Баранов)
- Олена Соловей —  леді Венделер
- Борис Новиков —  генерал Венделер
- Іван Мокеєв —  Чарлі Пендрегон
- Володимир Шевельков —  Гаррі Хартлі
- Володимир Басов —  інспектор Трентон
- Михайло Пуговкін —  садівник Реберн
- Євген Кіндінов —  Саймон Роллз, богослов
- Валерій Матвєєв —  ковбой Френк Скрімджер
- Олена Циплакова —  Джоан
- Анатолій Столбов —  газетний службовець
- Валентин Голубенко —  гангстер Сем-універсал
- В'ячеслав Васильєв —  Мальтус, член «Клубу самогубців»
- Володимир Лосєв —  член «Клубу самогубців»
- Михайло Бірбраєр —  член «Клубу самогубців»
- Анатолій Подшивалов —  член «Клубу самогубців»
- Валерій Миронов —  член «Клубу самогубців»
- Гелій Сисоєв —  сищик Крафт
- Ілля Рєзнік —  злочинець в інвалідному візку  (озвучив Лев Міліндер)
- Марія Бєлкіна —  молода англійка на кораблі
- Любов Малиновська —  літня англійка на кораблі
- Валерій Філонов —  злочинець з бакенбардами, який тікає в Константинополі
- Євген Іловайський —  засуджений до смертної кари
- Галина Самохіна — служниця

## Знімальна група
- Автор сценарію: Едгар Дубровський
- Автор закадрового тексту:  Євген Татарський
- Режисер-постановник:  Євген Татарський
- Оператор-постановник:  Костянтин Рижов
- Художник-постановник:  Ісаак Каплан
- Композитор:  Надія Симонян
- Звукооператор: Костянтин Лашков
- Текст романсу:  Ілля Рєзнік
- Художник по костюмах:  Наталія Кочергіна